# 李儀
李儀（り ぎ、生年不詳 - 1437年）は、明代の官僚。本貫は順天府涿州。

## 生涯
永楽年間、推薦により戸部主事に任じられた。1426年（宣徳元年）、宣徳帝が漢王朱高煦の乱を平定すると、李儀は趙王朱高燧の護衛を外すよう請願した。兵部尚書の張本もまた趙王が朱高煦と共謀していたと言上したが、宣徳帝は聞き入れなかった。同様の言上をする者が多く、宣徳帝はその言論を封じたが、使者を派遣して李儀の提案のようにするよう趙王を諭した。趙王は護衛を返上し、趙の封国は安堵された。ほどなく李儀は九江知府として出向し、善政で知られた。
1435年（宣徳10年）、諸辺の巡撫が初めて設置されると、李儀は右僉都御史として大同・宣府の巡撫をつとめることになった。1436年（正統元年）、大同の東西二路を総兵官の羅文と方政に担当させるよう請願して、英宗に聞き入れられた。このころ北京の朝廷では方政と楊洪を塞外に出征させ、甘粛の将の蔣貴と史昭と合流させてドルジ・ベクを攻撃しようと議論されていた。李儀は出征を止めるよう言上したが、聞き入れられなかった。
李儀は督糧参政の劉璉を職務不適格の科で弾劾した。そこで劉璉は李儀に淫乱のことがあったと誣告した。ときに参将の石亨が鎮守中官の郭敬の罪を奏上しようとしており、先に李儀に相談した。李儀が誤って相談内容の文書を核餉主事の文巻の中に綴じこんだため、戸部がこれを奏聞し、石亨と郭敬は互いを非難しあう上奏をおこなった。英宗は李儀と劉璉に弁明するよう命じ、郭敬らを厳しく責めた。劉璉は俸給2年の停止にとどまった。1437年（正統2年）2月、李儀は罪を認めず、弾劾されて法吏に下され獄死した。